# Zamek w Melsztynie
Zamek w Melsztynie – ruiny zamku na wzgórzu Zamczysko nad Dunajcem we wsi Melsztyn w gminie Zakliczyn w powiecie tarnowskim w województwie małopolskim.

## Historia
Faza gotycka
Budowę zamku w Melsztynie rozpoczął w 1347 roku kasztelan krakowski Spicymir herbu Leliwa. W 1362 roku biskup krakowski Jan Bodzenta erygował kaplicę zamkową pod wezwaniem św. Ducha. Najstarsza część zamku wznosiła się we wschodniej części założenia. Od XIV wieku do początku XVI wieku zamek był rezydencją potężnego rodu Leliwitów Melsztyńskich, w tym Spytka z Melsztyna (zm. 1399) i Spytka Melsztyńskiego (1398–1439). W tym czasie na przełomie XIV / XV wieku powstał w zachodniej części wielki gotycki donżon, z którego zachowały się do dzisiaj dwie ściany. Zamek w XV wieku był ośrodkiem ruchu husyckiego w Polsce. W 1511 roku Jan Melsztyński sprzedał zamek wraz z otaczającymi go dobrami kasztelanowi wiślickiemu Mikołajowi Jordanowi z Myślenic.
Faza renesansowa
Około 1546 roku Spytek Wawrzyniec Jordan polecił przebudować dawny gotycki zamek w stylu renesansowym. W tym też okresie powstał zachowany do dzisiaj renesansowy mur ze strzelnicami w środkowej części zamku. W wyniku małżeństw jego dwóch córek, zamek stał się własnością dwóch rodzin – Andrzeja Zborowskiego i Stanisława Sobka z Sulejowa. Córki obu właścicieli wyszły za przedstawicieli rodu Tarłów – w 1601 roku z Zygmuntem Scypionem Tarłą, a w 1639 roku z Janem Aleksandrem Tarłem, w związku z czym zamek posiada jeden ród, ale z dwóch różnych linii. W 1744 roku po śmierci Adama Tarły w pojedynku z Kazimierzem Poniatowskim zamek przeszedł na własność jego siostrzeńców Stanisława i Macieja Lanckorońskich.
Zniszczenie

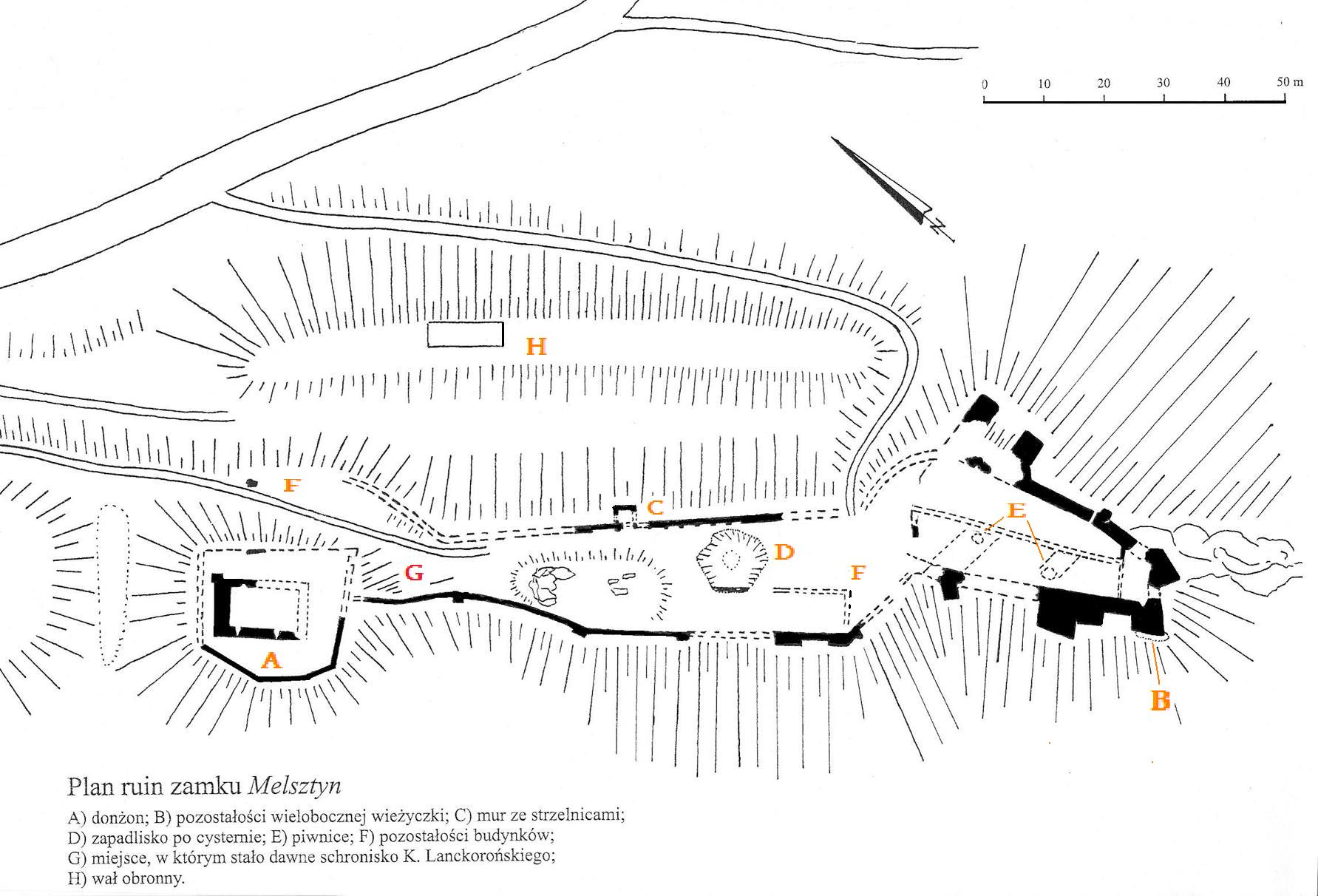
Plan ruin zamku Melsztyn autorstwa K. Moskala. Opis: A – donżon, B – pozostałości wielobocznej wieżyczki, C – mur ze strzelnicami, D – zapadlisko po cysternie, E – piwnice, F – pozostałości budynków, G – miejsce, w którym stało dawne schronisko turystyczne K. Lanckorońskiego, H – wał ziemny

Zamek uległ zniszczeniu w czasie konfederacji barskiej, gdy w 1770 roku został najpierw zajęty przez konfederatów, a później splądrowany i spalony przez wojska rosyjskie. Od tamtej pory pozostawał w ruinie. W latach 1789–1796 zamek częściowo rozebrano w celu uzyskania materiału budowlanego na budowę kościoła w Domosławicach. W 1846 roku zawalił się częściowo gotycki donżon. W 1848 roku władze austriackie zakazały dalszej rozbiórki murów zamkowych przez okolicznych chłopów. W latach 1879–85 pozostałości zamku zostały zabezpieczone jako trwała ruina dzięki staraniom Karola Lanckorońskiego, który zbudował na dziedzińcu niewielkie schronisko turystyczne. W 1886 roku zamek przestał być własnością rodu Lanckorońskich.
Do 2022 roku formalnym właścicielem zamku były Lasy Państwowe, jednak w 2008 roku z inicjatywy gminy Zakliczyn zamek został przekazany gminie w użytkowanie, co umożliwiło rozpoczęcie zabezpieczenia ruin. W 2017 roku prowadzono na zamku prace archeologiczne, które nadzorował mgr Eligiusz Dworaczyński. Prace przy zabezpieczaniu ruin zamku i jego częściowej odbudowie trwają od 2018 roku m.in. odgruzowano przyziemie i odkopano fundamenty ścian i wykonano wszystkie niezbędne zabezpieczenia, a następnie zaczęto wznosić mury wieży wraz ze schodami oraz wykonano strop nad parterem obiektu. W 2020 roku odbudowano mury wieży do wysokości 7,2 m, a także wykonano strop drewniany na poziomie drugiego piętra (wysokość 6,6 m). Na 2021 rok zaplanowano IV etap prac z zabezpieczeniem ruin zamku na poziomie trzeciego piętra (wys. 10,4 m), w tym odbudowę muru wieży do wys. 11,6 m. Realizację planów umożliwia  dofinansowanie  z Ministerstwa Kultury i Dziedzictwa Narodowego. Wartość robót w ramach IV etapu odbudowy wieży w Melsztynie wyniosła  ponad 400 tys. zł. Oprócz otrzymanej rządowej dotacji w wysokości 270 tys. zł. na ten cel z budżetu gminy  trafiło ok. 150 tys. zł.
Na odbudowę zamku w Melsztynie gmina Zakliczyn w pierwszych trzech etapach w latach 2018–2020 otrzymała z Ministerstwa Kultury i Dziedzictwa Narodowego kwotę blisko 850 tys. zł. Ze swoich środków gmina dołożyła ok. 350 tys. zł.
26 listopada 2021 roku rozpoczął się proces nabycia przez gminę Zakliczyn nieruchomości gruntowej, na której stoją ruiny zamku. Na wieży zamkowej w Melsztynie podpisany został list intencyjny pomiędzy gminą Zakliczyn a Regionalną Dyrekcją Lasów Państwowych w Krakowie. Podpisanie listu intencyjnego rozpoczęło procedurę zamiany nieruchomości. 24 maja 2022 r. Gmina Zakliczyn stała się właścicielem przeszło hektarowego terenu z odbudowywanym średniowiecznym zamkiem w Melsztynie. Burmistrz Miasta i Gminy Zakliczyn Dawid Chrobak podpisał akt notarialny o zamianie nieruchomości z nadleśniczymi Nadleśnictw Brzesko i Gromnik – Pawłem Dzięgielowskim i Grzegorzem Wojtanowskim. Stało się to w obecności wicewojewody małopolskiego Ryszarda Pagacza i dyrektora Regionalnej Dyrekcji Lasów Państwowych w Krakowie Pawła Szczygła.

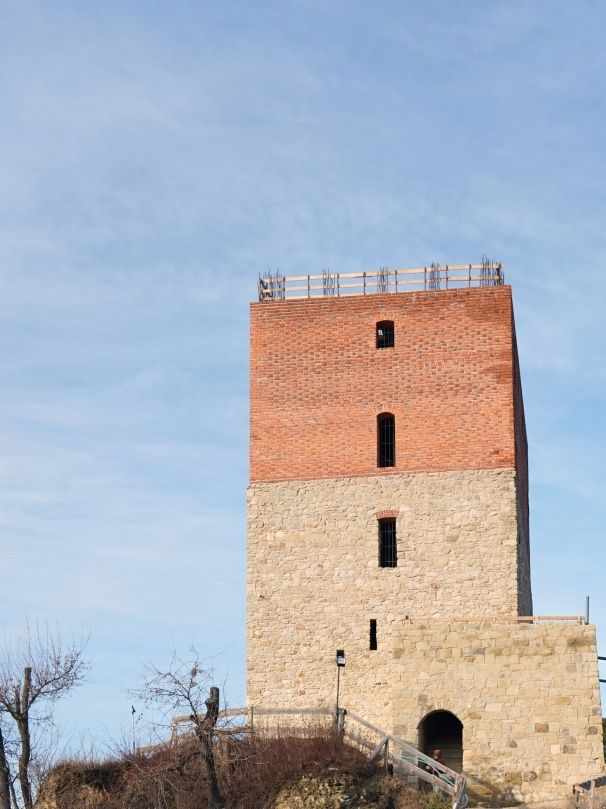
Wieża zamku w Melsztynie - po V etapie odbudowy - grudzień 2022 r.

W grudniu 2022 roku zakończył się piąty etap prac związanych z odbudową wieży średniowiecznego zamku w Melsztynie o wartości blisko 1,4 mln zł. Gmina Zakliczyn na to zadanie otrzymała 1 mln 115 tys. zł z Ministerstwa Kultury i Dziedzictwa Narodowego, a wkład własny samorządu wyniósł 279 tys. zł. Zamkowa wieża została domknięta pod względem konstrukcyjnym. Pozwoliły na to wykonane w ubiegłym roku prace na dwóch kolejnych kondygnacjach – na poziomie III i IV piętra. Budowla podniesiona została już do 18 metrów. Gmina Zakliczyn w 2022 roku rozpoczęła również wznoszenie przypory zabytkowej wieży zamku, która będzie miała trzy kondygnacje z klatką schodową, a na jej szczycie znajdzie się także taras widokowy. Wydano na ten cel 260 tys. zł, a 100 tys. zł to była dotacja z budżetu Województwa Małopolskiego.
W grudniu 2023 r. zakończyły się prace związane z odbudową i konstrukcyjnym domknięciem wieży zamku w Melsztynie. Gmina Zakliczyn na ostatni, szósty etap czynności z tym związanych otrzymała w 2023 r. przeszło milion złotych dofinansowania z Ministerstwa Kultury i Dziedzictwa Narodowego. Koszt tych prac wyniósł blisko 1,5 mln zł. Mury zabytkowej budowli podniesiono do poziomu 20 metrów, a całość zakończona została dachem. Wieża ostatecznie ma 28 metrów wysokości. Kontynuowane będzie odtwarzanie przypory wieży zamku w Melsztynie, która będzie miała cztery kondygnacje i również będzie udostępniona dla turystów.
Cała inwestycja realizowana w latach 2018 – 2023 (łącznie z rozpoczęciem odtwarzania przypory) kosztowała ponad 5 mln zł. Dofinansowanie rządowe wyniosło 3,5 mln zł (70% wartości inwestycji), z budżetu Gminy Zakliczyn wydatkowano kwotę 1,4 mln zł, a 150 tys. zł przekazało Województwo Małopolskie.

## Kalendarium dziejów zamku melsztyńskiego
Melsztyńscy
1347 – Kazimierz Wielki potwierdził nabycie przez Spycimira herbu Leliwa, kasztelana krakowskiego Charzewic i kilku sąsiednich wsi. Prawdopodobnie jakiś czas potem przystąpił on do budowy w Charzewicach zamku o nazwie Melsztyn.
1352 – 1380/1381 – zamek Melsztyn stanowił własność syna Spycimira, Jana z Melsztyna, kasztelana i starosty krakowskiego. W 1362 r. po raz pierwszy została wymieniona kaplica zamkowa przy okazji erygowania w niej przez biskupa krakowskiego Bodzantę ołtarza pw. Ducha Świętego. W 1364 r. w sali niższej przed izbą w zamku melsztyńskim odbyła się uroczystość potwierdzenia zapisów dla kościoła parafialnego na przedzamczu.
1380/1381 – 1399 – zamek stanowił własność Spytka z Melsztyna (syna poprzedniego właściciela), wojewody i starosty krakowskiego oraz kniazia podolskiego, najwybitniejszego z Leliwitów Melsztyńskich. Wiadomo o jego dwóch pobytach w zamku melsztyńskim: w czerwcu 1392 r. i listopadzie 1393 r. Część badaczy przypisuje mu budowę czworobocznej wieży mieszkalno-obronnej, tzw. donżonu.
1399 – 1406/1408 – po śmierci Spytka zamek pozostał w rękach jego żony – Elżbiety z Melsztyna, nad którą prawną opiekę sprawowali Jan z Tarnowa i Spytek z Jarosławia, bracia stryjeczni jej męża.
1406/1408 – 1413 – po drugim zamążpójściu Elżbiety i jej przeprowadzeniu się na Śląsk opiekę nad jej nieletnimi synami oraz ich majątkiem sprawowali wspomniani Spytek z Jarosławia i Jan z Tarnowa, wojewoda krakowski, a po śmierci tego drugiego w 1409 r., jego syn Jan Tarnowski, który w latach 1410–1413 oddał zamek w dzierżawę niejakiemu Pełce z Melsztyna.
1413–1421 – zamek należy do Jana i Spytka, synów Spytka z Melsztyna, wojewody krakowskiego.
1421–1439 – po podziale majątku zamek stanowił wyłączną własność Spytka z Melsztyna, kasztelana bieckiego. W 1430 r. Spytek zapisał zamek w testamencie swoim krewniakom Janowi Tarnowskiemu i Spytkowi z Jarosławia. Jesienią 1438 r. kasztelan biecki gościł w swoich dobrach ks. Fiodora Ostrogskiego, słynnego wodza taboryckiego, w przymierzu z którym spustoszył klucz majątkowy biskupów krakowskich w Uszwi. Część badaczy uważa, że obecność na zamku taborytów (skrajnego odłamu husytów) wiązać się mogła także z jakimiś pracami fortyfikacyjnymi. Na początku maja 1439 r. po śmierci Spytka w bratobójczej bitwie pod Grotnikami zamek melsztyński oblegany był przez wojska królewskie w obecności Władysława III Jagiellona. Wkrótce potem oddany został jednak Beacie z Szamotuł, wdowie po Spytku.
1439–1464(?) – zamek stanowił wspólną własność Jana i Spytka Melsztyńskich, synów kasztelana bieckiego. W latach 1453–1457 Jan Botenwalder, mieszczanin i kupiec krakowski, który wszedł na służbę Jana Melsztyńskiego, wykorzystywał zamek jako miejsce gromadzenia towarów, które rabował kupcom węgierskim. Od lipca 1461 r. przez półtora roku bracia Melsztyńscy udzielali na zamku schronienia Jakubowi Sienieńskiemu, biskupowi nominatowi i towarzyszącym mu osobom, w tym Janowi Długoszowi, kanonikowi krakowskiemu, ściganym gniewem królewskim i wyrokiem banicji. W lipcu 1461 r. schronił się w nim także Mikołaj Kreidler, rajca krakowski, obawiający się sądu w związku z zabójstwem Andrzeja Tęczyńskiego.
1464–1502 – po wstąpieniu Jana Melsztyńskiego do zakonu bernardynów jedynym właścicielem zamku pozostał jego młodszy brat – Spytek Melsztyński (zm. ok. 1503), kasztelan zawichojski.
1502–1511 – zamek stanowił własność Jana Melsztyńskiego, starszego z synów Spytka, kasztelana zawichojskiego. W 1511 r. sprzedał on Melsztyn Mikołajowi Jordanowi, kasztelanowi wojnickiemu, aby uzyskać środki na pielgrzymkę do Ziemi Świętej.
Jordanowie

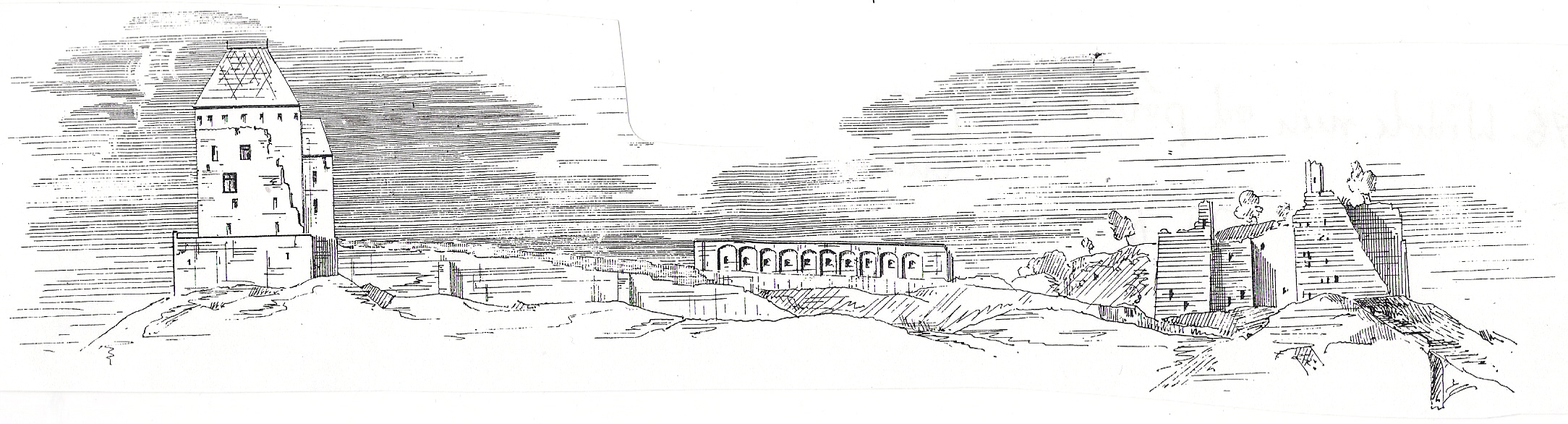
Ruiny zamku Melsztyn według Władysława Łuszczkiewicza 1866

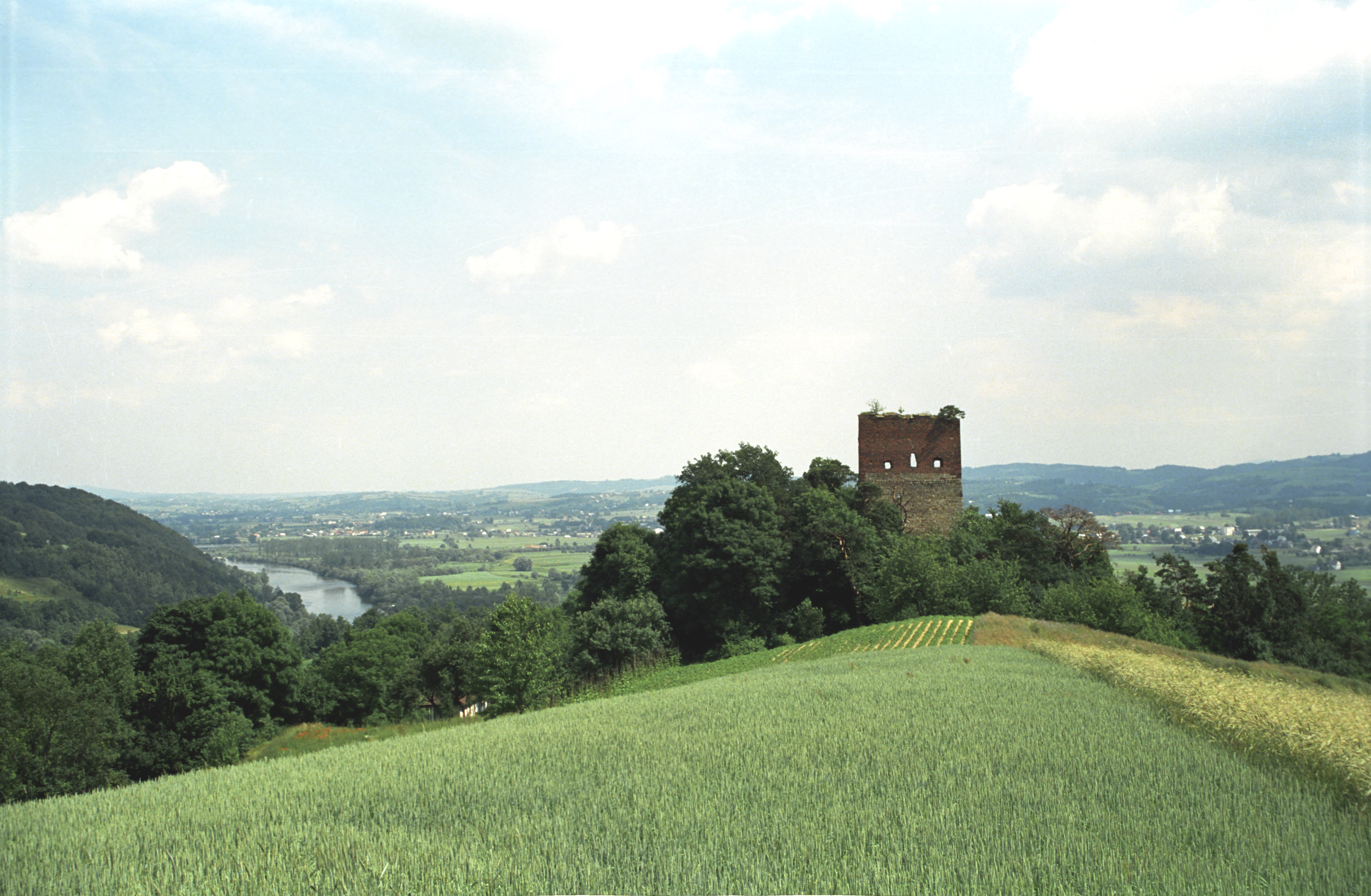
Ruiny zamku w Melsztynie na tle doliny Dunajca

1511–1525 – zamek był własnością Mikołaja Jordana, kasztelana wojnickiego i wielkorządcy krakowskiego – organizatora renesansowej przebudowy zamku wawelskiego. Bliskie prawdy wydaje się przypuszczenie, że po 1515 r. rozpoczął on przebudowę średniowiecznego zamku melsztyńskiego zgodnie z gustami nowej epoki.
1525–1536 – zamek stanowił własność Jana Jordana, syna Mikołaja Jordana z pierwszego małżeństwa, i wdowy po nim Anny z Jarosławskich wraz z jej małoletnim synem Wawrzyńcem Spytkiem. Jan Jordan przeprowadził przebudowę zamku lub dokonał odnowienia jego budynków.
1536–1548 – zamek stanowił własność braci przyrodnich Jana i Wawrzyńca Spytka Jordanów. 3 lutego 1536 r. podzielili oni zamek między sobą. Według zapisanego wtedy działu w skład zamku wchodziły: wieża nowa i dom stary zwany „Tanecznicą”, dom nowy, kaplica, wieża wielka na przedzamczu, wielka brama, stajnia zwana „Tłok” i dwa mury osłaniające założenie z dwóch stron.
1537 – Wawrzyniec Spytek Jordan sprzedał z prawem odkupu część zamku wójtowi bocheńskiemu Mikołajowi Cikowskiemu z Wojsławic.
1548–1568 – zamek stanowił własność Wawrzyńca Spytka Jordana, kasztelana krakowskiego, który w 1558 r. lokował w jego pobliżu miasto Zakliczyn. Według W. Łuszczkiewicza, Jordan około 1546 r. sprowadził z Włoch znanego włoskiego architekta i sztukatora Bartłomieja Ridolfiego z synem, który, jak można przypuszczać, prowadził jakieś prace na zamku melsztyńskim.
1568–1597 – zamek stanowił dożywotnią własność Anny Jordanowej z Sieniawskich, wdowy po kasztelanie krakowskim, która w 1588 r. odnowiła kaplicę zamkową pw. Ducha Świętego i św. Jana Ewangelisty.
1597–1680 – zamek stanowił własność dwóch rodzin Zborowskich i Tarłów (od 1639 r. dwóch linii rodziny Tarłów: szczekarzowickiej i tenczyńskiej). 23 czerwca 1597 r. zamek dzieliły między sobą Magdalena i Barbara, córki Anny Jordanowej. Według działu w jego skład wchodziły wtedy: wielki dom o trzech kondygnacjach nadziemnych, kaplica, wieża przeciwna o czterech kondygnacjach nadziemnych, wieża wysoka, wieża niżnia – bramna, cysterna, piekarnia z izbą Lipskiego, „dom drzewiany”, budynek łaźni (drewniany), dwa mury osłaniające założenie z dwóch stron, przed zamkiem drewniane budynki kościoła, stajni i browaru oraz sadzawka koło drogi, z której za pomocą rury doprowadzano wodę do cysterny.
Zborowscy i linia tenczyńska Tarłów

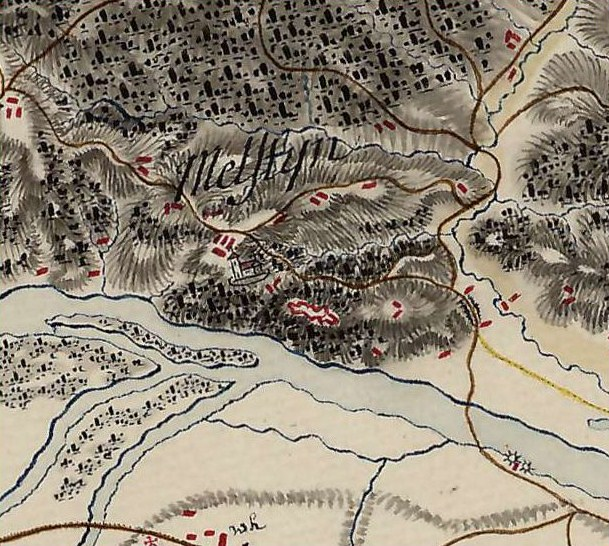
Fragment tzw. Mapy Miega z lat 1779–1783 z widocznym zamkiem melsztyńskim. Na prawo od niego zaznaczony symbolem kościół parafialny w Melsztynie.

1605–1639 – połowa zamku stanowiła własność dzieci Andrzeja Zborowskiego i Barbary z Jordanów.
1639–1646 – połowa zamku stanowiła własność Krystyny, córki Andrzeja i Barbary Zborowskich, małżonki Jana Aleksandra Tarły z linii tenczyńskiej, która zapisała je swojemu mężowi w dożywocie (zmarł w 1680 r.).
Tarłowie – linia melsztyńsko-szczekarzewicka
1616/1619 – 1628 – połowa zamku była własnością Zygmunta Tarły, kasztelana sądeckiego i Barbary z Sobków.
1628–1654 – połowa zamku stanowiła własność Zygmunta Aleksandra Tarły, kasztelana przemyskiego i Elżbiety z Kostków. Prawdopodobnie w tym czasie do kaplicy zamkowej wstawiono nowy ołtarz z czarnego marmuru, znajdujący się obecnie w bocznej kaplicy kościoła św. Idziego w Zakliczynie.
1654 – ok. 1695 – zamek stanowił własność (do 1680 r. prawdopodobnie jego połowa) Adama Tarły, wojewody smoleńskiego i Franciszki Teodory z Opalińskich. Panami i dziedzicami Melsztyna pisało się także czterech ich synów: Stanisław, Piotr, Michał i Jan. Około 1695 r. Adam Tarło ze względów osobistych przeniósł się z żoną i dworem do zamku w Dębnie.
Ok. 1695 – 1739 – zamek stanowił własność Jana Tarły, syna wojewody smoleńskiego. Brat jego Stanisław, kuchmistrz koronny, choć pisał się w 1703 r. hrabią na Melsztynie do śmierci w 1722 r. mieszkał w zamku w Dębnie. W 1731 r. Jan Tarło odnowił kaplicę zamkową.
1739–1744 – zamek stanowił wspólną własność Adama Tarły, wojewody lubelskiego i Antoniego Tarły, kasztelana lubaczowskiego, synów Stanisława, kuchmistrza koronnego.
1744–1759 – zamek stanowił wyłączną własność Antoniego Tarły, kasztelana lubaczowskiego, ostatniego z melsztyńsko-szczekarzewickiej linii Tarłów. W 1748 r. podpisał on akt przekazania dóbr zakliczyńskich wraz z zamkiem Stanisławowi i Maciejowi hrabiom Lanckorońskim, synom swojej siostry Franciszki, które mieli przejąć po jego bezdzietnej śmierci.
Lanckorońscy

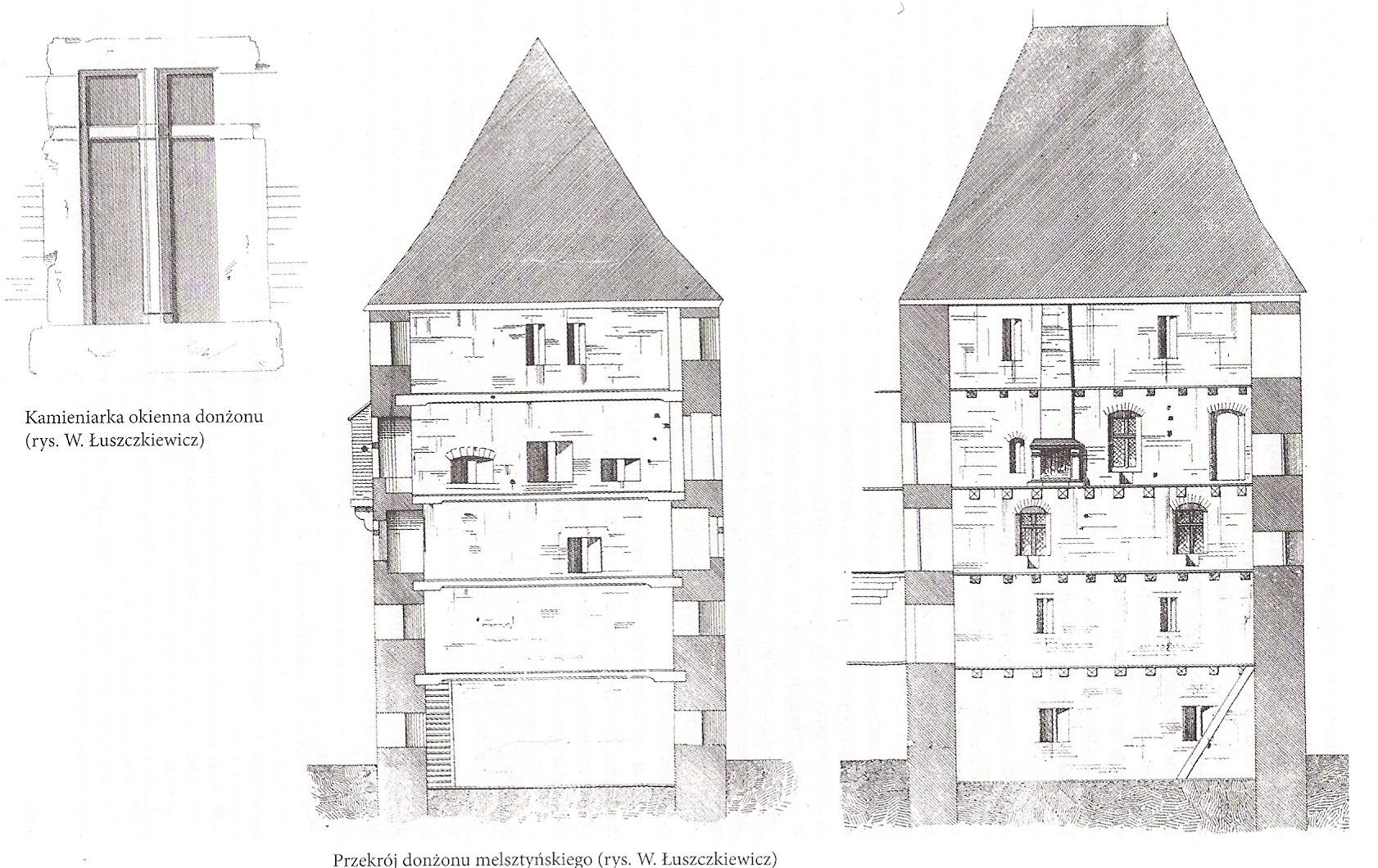
Przekrój donżonu zamku Melsztyn autorstwa Władysława Łuszczkiewicza

1759 – do opuszczenia po 1770 – po śmierci Stanisława Lanckorońskiego w 1760 r., zamek stanowił własność Macieja Lanckorońskiego, kasztelana kijowskiego. 7 kwietnia 1770 r. zamek przeszukał oddział konfederatów barskich. Wkrótce (22 kwietnia) mocna kompanija, według słów ówczesnego proboszcza melsztyńskiego, zdewastowała i obrabowała kaplicę i prawdopodobnie cały zamek. Według relacji z 1832 r. zamek został przewrócony do góry nogami przez oddział kozaków, którzy przyjechali w ślad za konfederatami.
1774 – ze względu na uprzednią dewastację kaplicy, która uniemożliwiła sprawowanie w niej liturgii, biskup krakowski Kajetan Sołtyk pozwolił przenieść jeden z obrazów z kaplicy do kościoła parafialnego w Zakliczynie. W ciągu następnych lat zamek ulega dalszym zniszczeniom z powodu poszukiwania w jego murach skarbów, a w końcu rozbiórce na materiał budowlany.

## Melsztyn w sztuce i literaturze

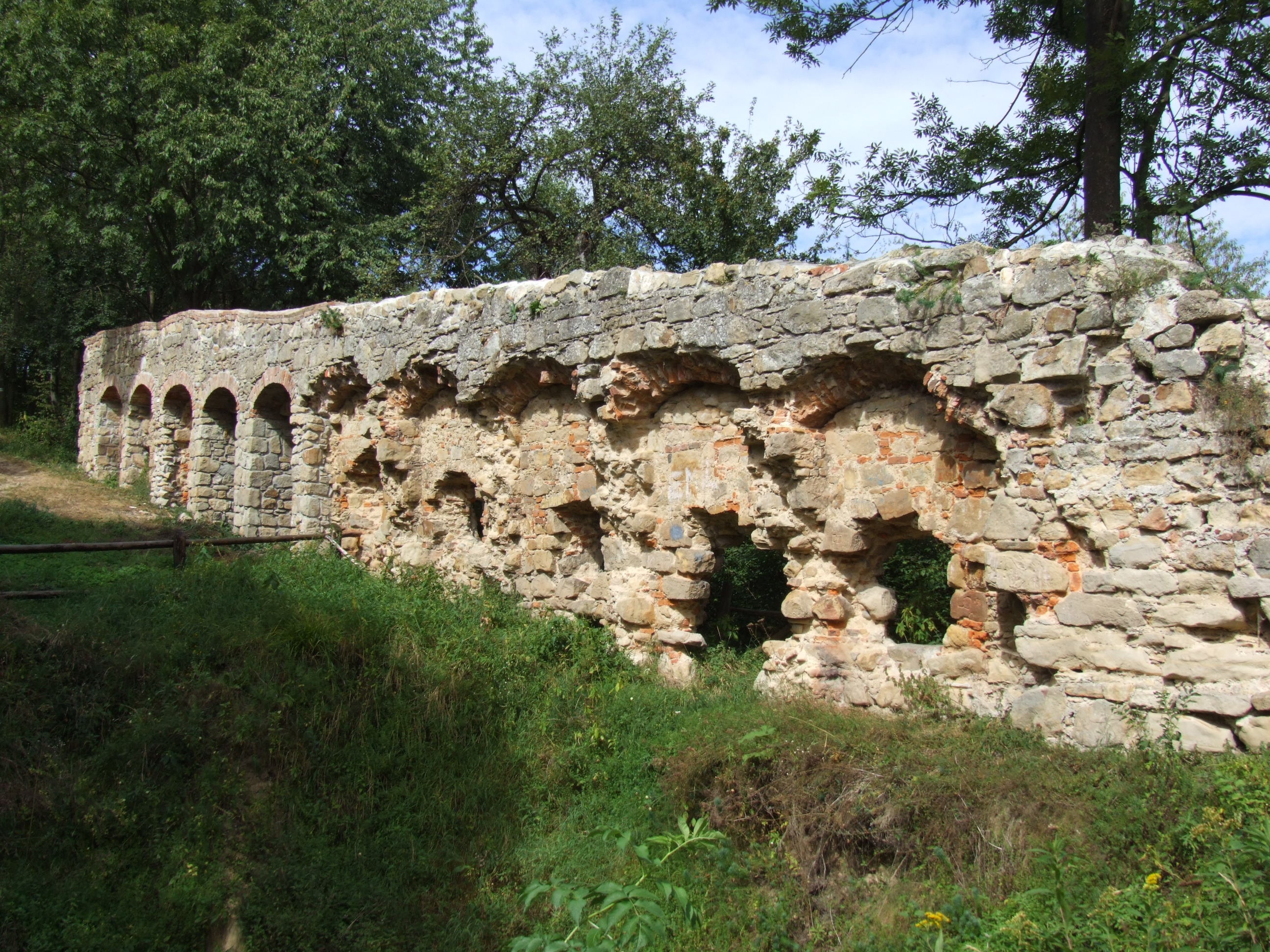
Pozostałości muru obronnego wzniesionego w XVI wieku; stan po zabezpieczeniu

Ruiny zamku w Melsztynie są tematem rysunków Jana Matejki, Napoleona Ordy i Macieja Bogusza Stęczyńskiego. Opis zamku w Melsztynie znajduje się także w Dzienniku podróży do Tatrów (1832) poety romantycznego Seweryna Goszczyńskiego.

## Legendy
Według legendy lochy zamku miały się ciągnąć pod Dunajcem aż do odległego o 3 kilometry klasztoru w Zakliczynie; w lochach tych znajdowały się ponoć „stajnie podziemne”, służące jako kryjówki przed nieprzyjacielem, i ukryto w nich ogromne skarby. Inna legenda głosi, że na drodze prowadzącej do zamku czasem pojawia się widmowa postać rycerza w zbroi, jadącego wolno z rozwianym proporcem, i daje się słyszeć przybliżający się tętent kopyt oddziału jeźdźców; jest to duch Spytka III z Melsztyna, poległego w 1439 roku w bitwie pod Grotnikami.